# Sony Pictures Classics

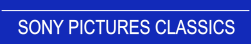
Logo

Sony Pictures Classics is het onderdeel van Sony Pictures dat onafhankelijke films produceert. Het is opgericht in 1992 en produceert, ondersteunt en distribueert onafhankelijke films, opgenomen in de Verenigde Staten, maar voornamelijk films van buiten de Verenigde Staten. 

## Recente films
- Crouching Tiger, Hidden Dragon (1998)
- The Fog of War
- Monsieur Ibrahim
- The Triplets of Belleville
- The Statement
- Dogtown and Z-Boys
- House of Flying Daggers
- 2046 (eind 2005)
- Memoirs of a Geisha (eind 2005; uiteindelijk gedistribueerd door zuster Columbia Pictures)
- Kung Fu Hustle (2006)
- It Might Get Loud (2008)
- Chloe (2009)
- A Separation (2011)
- On Swift Horses (2024)